# Districtul Mae Ai
Mae Ai (în thailandeză แม่อาย) este un district (Amphoe) din provincia Chiang Mai, Thailanda, cu o populație de 77.295 de locuitori și o suprafață de 736,701 km².

## Componență
Districtul este subdivizat în seven communes (tambon), care sunt subdivizate în 110 de sate (muban).
| Nr. | Nume        | În thailandeză | Sate | Locuitori |  |
| --- | ----------- | -------------- | ---- | --------- |  |
| 1.  | Mae Ai      | แม่อาย          | 22   | 9,987     |  |
| 2.  | Mae Sao     | แม่สาว          | 20   | 12,789    |  |
| 3.  | San Ton Mue | สันต้นหมื้อ        | 13   | 6,668     |  |
| 4.  | Mae Na Wang | แม่นาวาง        | 15   | 14,320    |  |
| 5.  | Tha Ton     | ท่าตอน          | 19   | 21,675    |  |
| 6.  | Ban Luang   | บ้านหลวง        | 10   | 7,346     |  |
| 7.  | Malika      | มะลิกา          | 11   | 4,510     |  |

1. ↑   (PDF) http://www.ratchakitcha.soc.go.th/DATA/PDF/2510/D/080/2396.PDF Lipsește sau este vid: |title= (ajutor)